# 星野園美
星野 園美（ほしの そのみ、1971年8月29日 - ）は、日本の女性声優。石井光三オフィス所属。埼玉県出身。

## 出演

### テレビアニメ
1999年
- おジャ魔女どれみ（柳田すすむ、魚屋の奥さん）

2000年
- おジャ魔女どれみ♯（柳田すすむ）

2001年
- も〜っと! おジャ魔女どれみ（平野いちろう）

2004年
- おジャ魔女どれみナ・イ・ショ（柳田すすむ）

### 舞台
- こちら葛飾区亀有公園前派出所（パンチ）
- パーマ屋スミレ（春美）
- しゃばけ
- また本日も休診〜山医者のうた〜[1]

### テレビドラマ
- Oh!デビー（ベル）
- 薄桜記（ツル）
- 放課後グルーヴ（瑠璃子）
- 医龍-Team Medical Dragon-4 第8話（2014年2月27日、フジテレビ） - 井沢 役
- いだてん〜東京オリムピック噺〜（2019年、NHK大河ドラマ） - 義太夫 役
- 刑事7人 Season8（2022年） - 吉川清美 役
- 相棒 Season21（2023年） - 吉村照子 役

### 映画
- オー・マイ・ゼット!（2016年11月5日、クロックワークス） - カスガミートのおばちゃん 役